# Jacob Rhenferd

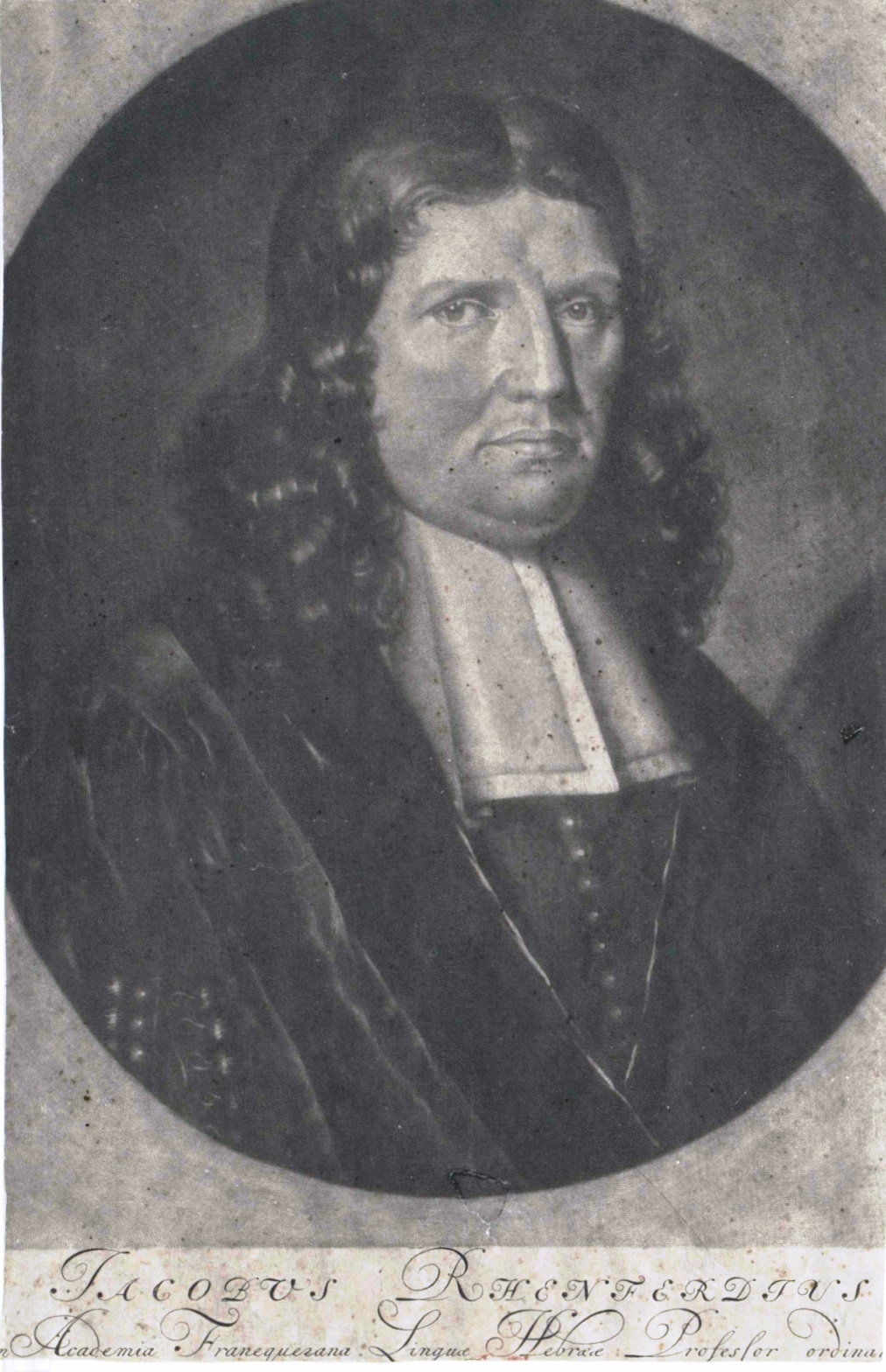
Jacob Rhenferd, Schabblatt von Petrus Aeneae

Jacob Rhenferd (* 15. August 1654 in Mülheim an der Ruhr; † 7. Oktober 1712) war ein deutscher Philologe.

## Leben
Jacob Rhenferd besuchte die Schule in Moers, erlernte bei einem Verwandten in Schwerte Hebräisch und ging dann über Hamm nach Groningen. Hier studierte er bei Jacob Alting. 1678 wurde er Rektor der Lateinischen Schule in Franeker. Zwei Jahre später ging Rhenferd nach Amsterdam, um bei einem Rabbiner sein Hebräisch zu verbessern. Am 8. Februar 1683 erhielt er dann die Professur für Orientalische Sprachen an der Universität Franeker, die er 30 Jahre lang innehatte. Lange Zeit stand er in wissenschaftlichem Streit mit seinem Kollegen Vitringa.
Rhenferd blieb unverheiratet.